# Joel M. Moss
Joel M. Moss ist ein US-amerikanischer experimenteller Kernphysiker.
Moss studierte an der Fort Hays State University mit dem Bachelor-Abschluss 1964 und wurde 1969 an der University of California, Berkeley, in Kernchemie promoviert. 1969 bis 1971 war er am Kernforschungszentrum in Saclay und danach bis 1973 Instructor an der University of Minnesota. Ab 1973 war er Assistant Professor und ab 1978 Associate Professor an der Texas A&M University, wo er Riesenresonanzen von Atomkernen mit dem dortigen Zyklotron untersuchte und die Technik der Brennebenen-Polarimetrie (Focal Plane Polarimetry) an Magnetspektrometern entwickelte. 1979 ging er an das Los Alamos National Laboratory, wo er am LAMPF (und zusätzlich am Zyklotron der Indiana University) seine Technik der Focal Plane Polarimetry entwickelte und anwandte. Beispielsweise suchte er damit in Spin-sensitiven Experimenten (erfolglos) nach kollektiven Pion-Anregungen in Kernen. 1984 bis 1987 war er Gruppenleiter und danach bis 1993 stellvertretender Abteilungsleiter der Medium Energy Physics Abteilung und 1988 bis 1990 Programmdirektor Kern- und Teilchenphysik des Labors.
1986 wurde er Sprecher des E 772 Experiments am Fermilab, das Dimyon-Produktion (also von Myon-Paaren über einen Drell-Yan-Prozess und aus Charmonium Zerfällen) in hochenergetischen Proton-Kern-Stössen mit 800 GeV Protonen am Tevatron studierte. Sie erhielten damit insbesondere Informationen über die Antiquarkverteilung von Seequarks in den Nukleonen im Kern und konnten deren Abhängigkeit von der Massenzahl des Kerns studieren. Dabei fand sich keine massenzahlabhängige Modifikation (also ein anderes Verhalten von Nukleonen in Kernen als bei freien Nukleonen), wie sie etwa 1983 im EMC-Effekt tiefinelastischer Leptonstreuung an Kernen beobachtet wurde. Das war entgegen den Erwartungen aus der Erklärung des EMC-Effekts aus Pioneneffekten (verstärktes Vorkommen von Antiquarks) in Kernen. E 772 konnte keine solche Antiquark-Verstärkung entdecken. Außerdem gewannen sie aus der Dimyonen-Erzeugung Hinweise auf Charmonium- und Charm-Bildung in Kernen.
Er war auch an Experimenten zur tiefinelastischen Streuung an Kernen und Nukleonen am Fermilab beteiligt. Er ist auch an Experimenten am PHENIX-Detektor des RHIC-Schwerionenbeschleunigers beteiligt, zum Studium hochenergetischer Kern-Stöße und der Spinstruktur des Nukleons.
1998 erhielt er den Tom-W.-Bonner-Preis für Kernphysik. Er ist Fellow der American Physical Society.